# Alberik van Coucy
Alberik van Coucy (995? – 1079) (ook Aubry, Frans: Albéric) was een edelman die als eerste heer van Coucy beschouwd wordt. Er is weinig over hem bekend. Er zijn aanwijzingen dat hij de stichter van de Abdij van Nogent-sous-Coucy is.

## Verschijnen in de annalen
Op het einde van de regeerperiode van Hendrik I van Frankrijk wordt een zekere Alberik als eerste heer van Coucy vermeld. Zijn naam komt voor in een oorkonde van 1059, waarin vermeld wordt dat hij grond wil schenken om een 'klooster' te stichten in Nogent, aan de voet van de berg van Coucy. Hij richt zich hiervoor naar de Bisschop van Laon (Elinand of Hélinand). Hij doet de bede samen met zijn vrouw Adèle, zijn moeder Mathilde, zijn schildknaap Tiezzon en nog enkele andere ridders van zijn gevolg, die eigendommen hadden in Nogent en dit wilden schenken aan de nieuwe abdij. Dit wordt hem toegestaan en wordt hetzelfde jaar nog bevestigd door Hendrik I.

### Huwelijk en kinderen
Zijn vrouw Adèle van Boves zorgt nog een tijd voor haar kleinkinderen en trekt zich daarna terug in de abdij van Nogent-sous-Coucy, waar ze in 1089 sterft (Epinois).
Hij had een zoon die Drogo van Boves heette.

### Verderzetting van de dynastie
Na een financieel conflict met de abdij van Nogent-sous-Coucy, geraakt hij erg gehaat en heeft vele vijanden. Een excommunicatie dreigt. In 1079 wordt hij verraden door zijn vrouw, en meegenomen, waarna er nooit nog iets van hem werd vernomen.
Vermits zijn zoon reeds gestorven was, gaat het domein over naar zijn drie kleinkinderen van Dreux: Enguerrand, Robert en Anseau. Enguerrand (Engels: Engelram) zal de dynastie verderzetten. Er zijn bronnen die tussen Alberik en Engelram I nog een tweede Alberik plaatsen , maar dat blijft een hypothese .